# Myrmicocrypta unidentata
Myrmicocrypta unidentata är en myrart som beskrevs av Weber 1937. Myrmicocrypta unidentata ingår i släktet Myrmicocrypta och familjen myror. Inga underarter finns listade i Catalogue of Life.